# Mario Villanueva
Mario Ernesto Villanueva Madrid (Chetumal, 2 juli 1948) is een Mexicaans politicus en crimineel.
Voor de Institutioneel Revolutionaire Partij (PRI) was hij van 1990 tot 1993 burgemeester van Benito Juárez, in de deelstaat Quintana Roo. In 1993 werd hij gekozen tot gouverneur van Quintana Roo.
Tijdens het einde van zijn termijn doken er geruchten op over banden tussen Villanueva en drugskartels. Een paar dagen voor het einde van zijn termijn op 4 april 1999 verdween hij, en hij was niet aanwezig bij de machtsoverdracht aan zijn opvolger Joaquín Hendricks Díaz. Villanueva ontkende alles en zei dat de beschuldigingen waren verzonnen door het leiderschap van de PRI. Pas twee jaar later werd hij opgespoord en aangehouden. Villanueva werd wegens zes misdrijven tot een jarenlange gevangenisstraf veroordeeld.
Op 20 juni 2007 verklaarde een rechter dat Villanueva onschuldig was qua vijf van de zes hem ten laste gelegde misdrijven. Slechts zijn schuld aan witwassen bleef staan, waarvoor hij zijn straf al heeft uitgezeten en dus werd hij onmiddellijk vrijgelaten. Dezelfde dag nog werd hij echter opnieuw gearresteerd en overgebracht naar een gevangenis in Mexico-Stad in afwachting van uitlevering aan de Verenigde Staten. Op 4 juni 2008 werd zijn vrijspraak ongedaan gemaakt.